# 勒威耶撞击坑

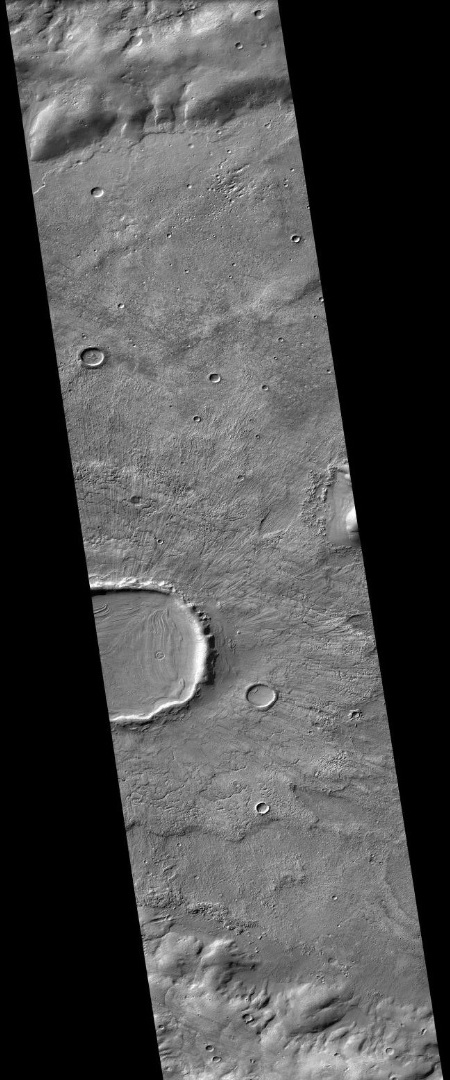
火星勘测轨道飞行器 CTX 相机拍摄的勒威耶撞击坑照片

勒威耶撞击坑（Le Verrier Crater）是火星上一座位于赫拉斯区的撞击坑，其坐标为南纬 38.0°、西经342.9°、直径约140公里，1973年国际天文学联合会行星系统命名工作组（WGPSN）以法国数学家暨天文学家于尔班·勒威耶之名命名了它。

## 另请参阅
- 小行星1997 勒维耶
- 火星气候
- 火星地质
- 勒威耶陨石坑
- 火星撞击坑

## 参引资料
1. ↑  . usgs.gov. International Astronomical Union.   [4 March 2015]. （原始内容存档于2019-02-01）.